# Вільна думка
«Ві́льна ду́мка» (англ. «The Free Thought») — перший український часопис в Австралії. Виходить з 10 липня 1949 р. у місті Беррі (штат Новий Південний Уельс), від 1950 р. видається в Сіднеї.

## Історія видання
Засновник, власник і редактор (понад 40 років) — журналіст, громадський діяч Володимир Шумський. Від 1990 — редактор і видавець часопису — його син Марко. Як правило, виходить щотижня (через труднощі часом видається рідше). У 1960 тираж становив 2,5 тис. примірників, нині — 1,5 тис. Від 1989 близько 100 примірників надсилається в Україну. Журналіст Анатолій Михайленко з Києва був постійним кореспондентом «Вільної думки» від 1994 до смерті в 1997.
У «Вільній Думці» в різний час працювали Євген Гаран, Роман Драґан, І. Дурбак, Анатоль Жуківський, Я. Кужіль, Ярослав Масляк, Євген-Юлій Пеленський, Ірина Пеленська, О. Питляр, Богдан Подолянко, О. Сіверський, М. Строкон, В. Ступницький, В. Школьний та інші.